# Alberto Ascari
Alberto Ascari (13 de juliol de 1918 - 26 de maig de 1955) va ser un pilot de Fórmula 1 italià, i va ésser campió mundial de la categoria.

## Biografia
Va néixer a Milà, i aviat va començar a córrer, ja que va heretar la passió familiar per les curses del seu pare, mort en accident al GP de França del 1925. Ascari va començar amb una moto Ferrari, però aviat es va passar als cotxes, començant a disputar curses al volant d'un Maserati, fent de company d'equip de Luigi Villoresi, que li va fer d'amic i mentor al llarg de la seva carrera.
L'any 1948 va aconseguir el seu primer triomf gran, en el Gran Premi de San Remo. L'any següent va seguir Villoresi a Ferrari i va guanyar 4 curses més.
Quan la Fédération Internationale de l'Automobile va anunciar el Campionat Mundial de Fórmula 1 de la temporada 1950, Ferrari s'hi va presentar amb Villoresi, Ascari i el pilot francès Raymond Sommer com a pilots oficials. Ascari va fer segon a Montecarlo i Monza, aconseguint un cinquè lloc final al campionat del món.
La temporada següent, 1951, ja va poder obtenir el triomf en el GP d'Alemanya i en el GP d'Itàlia, quedant en segón lloc del campionat, només superat per Juan Manuel Fangio.

## Resultats a la Fórmula 1
(Carreres en negreta indica pole position)
| Any  | Equip    | Xassís   | Motor    | 1       | 2       | 3     | 4       | 5       | 6     | 7       | 8       | 9       | Equip    | Posició | Punts       |
| ---- | -------- | -------- | -------- | ------- | ------- | ----- | ------- | ------- | ----- | ------- | ------- | ------- | -------- | ------- | ----------- |
| 1950 | Ferrari  | Ferrari  | Ferrari  | GBR     | MON 2   | 500   | SUI Ret | FRA DNS | BEL 5 | ITA 2 * |         |         | Ferrari  | 5th     | 11          |
| 1951 | Ferrari  | Ferrari  | Ferrari  | SUI 6   | 500     | BEL 2 | FRA 2*  | GBR Ret | ALE 1 | ITA 1   | ESP 4   |         | Ferrari  | 2nd     | 25 (28)     |
| 1952 | Ferrari  | Ferrari  | Ferrari  | SUI     | 500 Ret | BEL 1 | FRA 1   | GBR 1   | ALE 1 | HOL 1   | ITA 1   |         | Ferrari  | 1st     | 36 (53.5)   |
| 1953 | Ferrari  | Ferrari  | Ferrari  | ARG 1   | 500     | HOL 1 | BEL 1   | FRA 4   | GBR 1 | ALE 8*  | SUI 1   | ITA Ret | Ferrari  | 1st     | 34.5 (46.5) |
| 1954 | Maserati | Maserati | Maserati | ARG     | 500     | BEL   | FRA Ret | GBR Ret | ALE   | SUI     |         |         | Maserati | 25è     | 1.14        |
|      | Ferrari  | Ferrari  | Ferrari  |         |         |       |         |         |       |         | ITA Ret |         | Ferrari  | 25è     | 1.14        |
|      | Lancia   | Lancia   | Lancia   |         |         |       |         |         |       |         |         | ESP Ret | Lancia   | 25è     | 1.14        |
| 1955 | Lancia   | Lancia   | Lancia   | ARG Ret | MON Ret | 500   | BEL     | HOL     | GBR   | ITA     |         |         | Lancia   |         | 0           |

(*) Cotxe compartit.
| Precedit per: Juan Manuel Fangio | Campió del món de Fórmula 1 1952-1953 | Succeït per: Juan Manuel Fangio |